# Zăicești
Zăicești – wieś w Rumunii, w okręgu Botoszany, w gminie Bălușeni. W 2011 roku liczyła 657 mieszkańców.